# Tågerup Sogn
Tågerup Sogn 
ist eine Kirchspielsgemeinde (dän.: Sogn)
auf der Insel Lolland im südlichen Dänemark.
Bis 1970 gehörte sie zur Harde Fuglse Herred im damaligen Maribo Amt, danach zur Rødby Kommune im Storstrøms Amt, die im Zuge der  Kommunalreform zum 1. Januar 2007 in der Lolland Kommune in der Region Sjælland aufgegangen ist.
Im Kirchspiel leben 0 Einwohner (Stand: 1. Januar 2023).
Im Kirchspiel liegt die Kirche „Tågerup Kirke“.
Nachbargemeinden sind im Norden Holeby Sogn, im Nordosten Torslunde Sogn, im Osten und Süden Olstrup Sogn, im Westen Rødbyhavn Sogn, Rødby Sogn und Ringsebølle Sogn und im Nordwesten Sædinge Sogn.
Seit 1984 besteht das Migrationsmuseum Polakkasernen.